# Éloi Firmin Féron
Pour les articles homonymes, voir Féron (homonymie).
Éloi Firmin Féron né le 1er décembre 1802 à Paris et mort le 24 avril 1876 à Conflans-Sainte-Honorine est un peintre français.

## Biographie
Élève d'Antoine-Jean Gros, Éloi Firmin Féron est lauréat du prix de Rome en 1826 avec Damon et Pythias. Dessinateur habile et vigoureux, mais strict, ses compositions sont pompeuses et solennelles, et les coloris parfois un peu éloignés de la réalité, en particulier au début de sa carrière.[réf. nécessaire]
Ses œuvres Vettor Pisani tiré de Prison, Hannibal au Passage des Alpes (1833, musée des Beaux-Arts de Marseille) ou La Résurrection de Lazare (1835) n’obtinrent qu’un succès d’estime. Peintre favori de Louis-Philippe Ier et de ses fils, cet artiste a beaucoup travaillé pour les galeries historiques du château de Versailles pour lesquelles il a peint l’Entrée de Charles VIII à Naples (1837), la Bataille de Fornoue (1838), la Prise de Rhodes (1840) ainsi que les portraits en pied de Duguesclin, des maréchaux de Laval, de Choiseul, de Noailles, des comtes de Montgommery et d’Olivarez et du duc de Guise.
Le musée des Beaux-Arts d'Arras conserve son Athlète vainqueur expirant dans l’Arène, et la basilique Notre-Dame de Boulogne-sur-Mer abrite son Martyre de saint Sébastien (1832). Le Musée des Beaux-Arts de Rennes a placé en dépôt à l'église Saint-Germain de cette ville sa Résurrection de Lazare.

Œuvres d'Éloi Firmin Féron
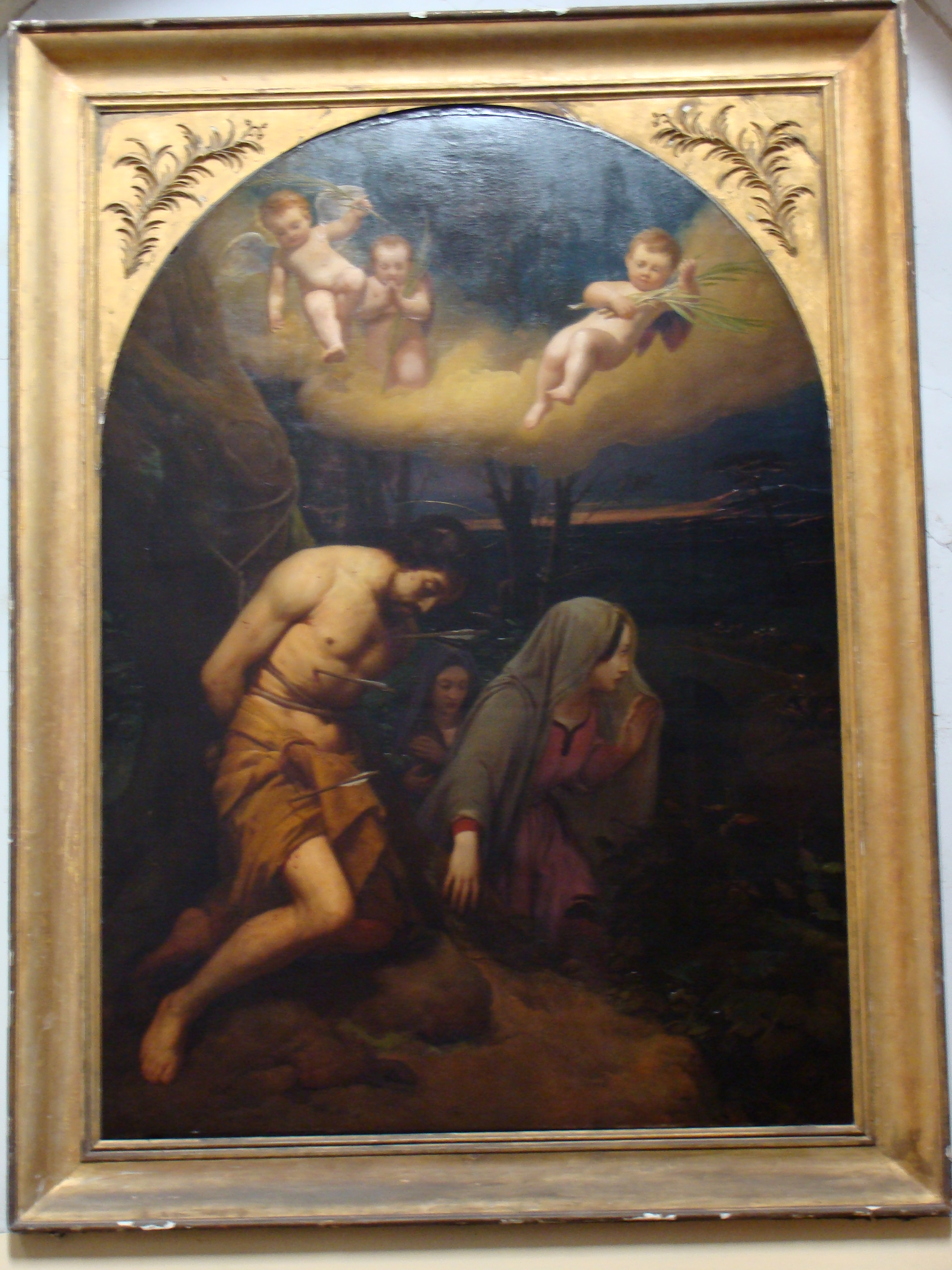
Le Martyre de saint Sébastien (1832), basilique Notre-Dame-de-l'Immaculée-Conception de Boulogne-sur-Mer.
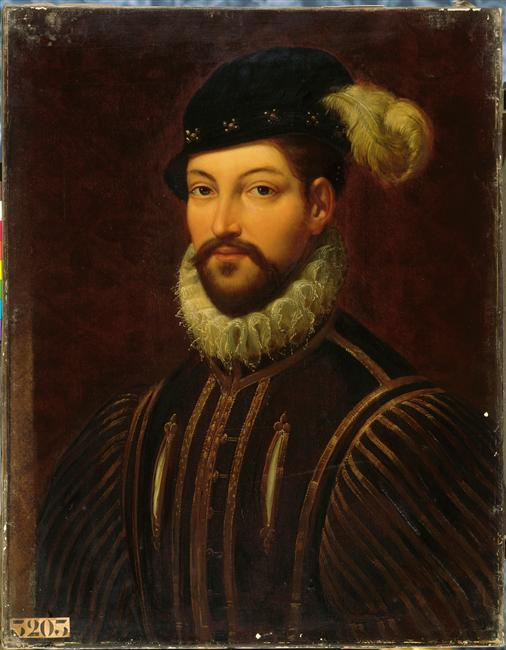
Gabriel de Lorges comte de Montgomery (1835), Versailles, musée de l'Histoire de France.
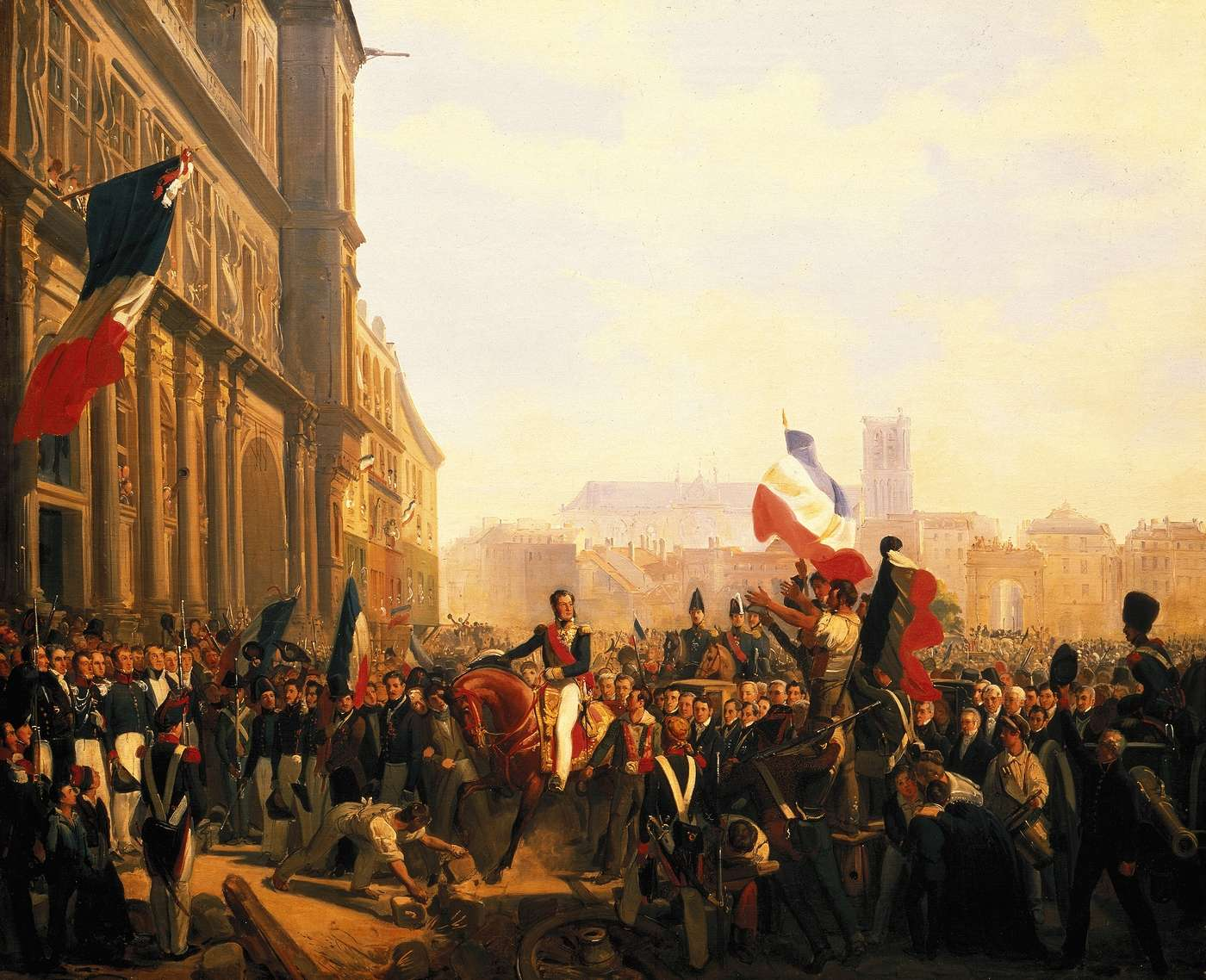
Louis-Philippe, duc d'Orléans, nommé lieutenant général du Royaume, arrive à l'hôtel de ville de Paris (1837), réduction du tableau de Charles-Philippe Larivière, Versailles, musée de l'Histoire de France.
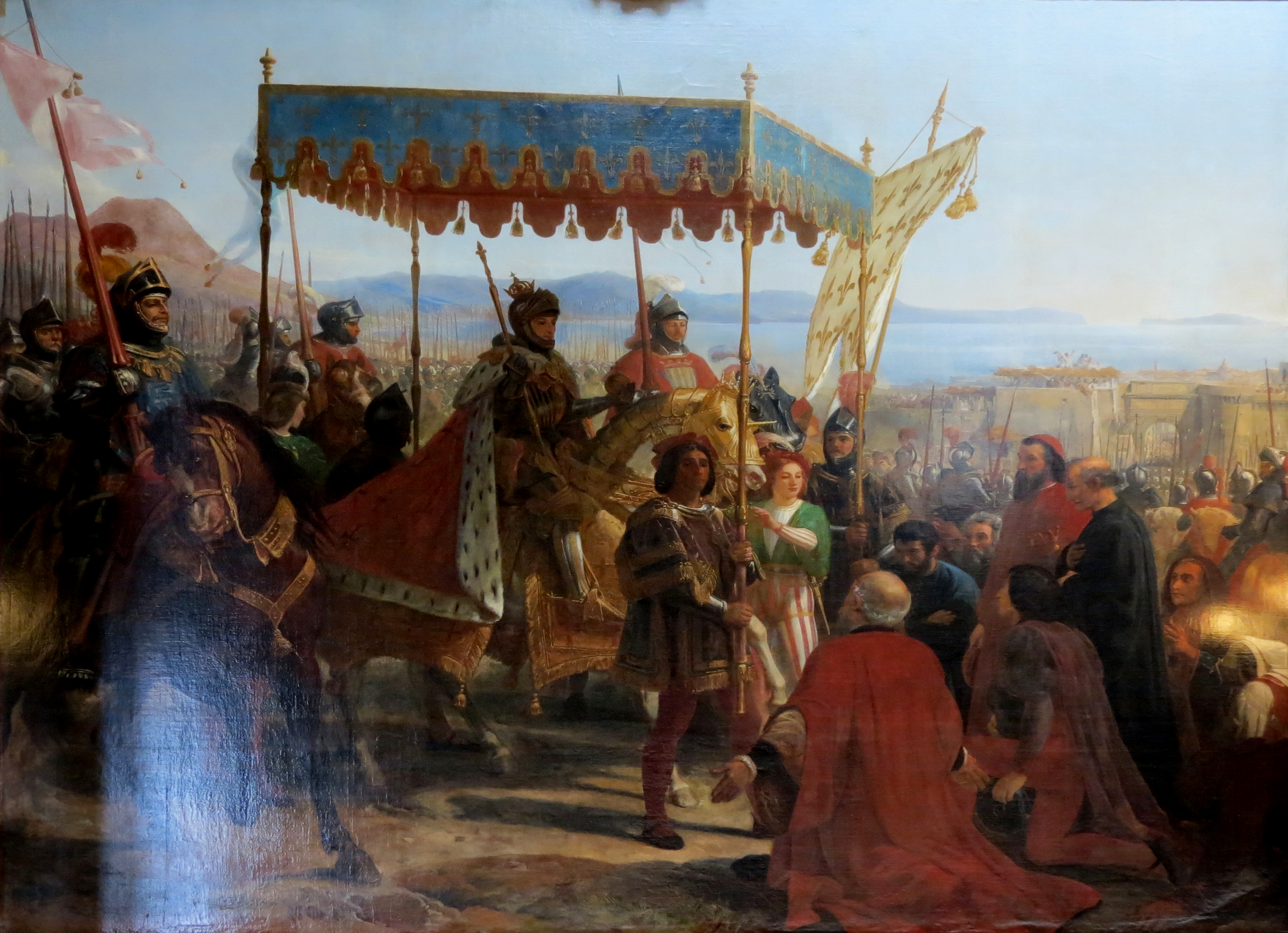
Entrée de Charles VIII à Naples, 12 mai 1495, 1837
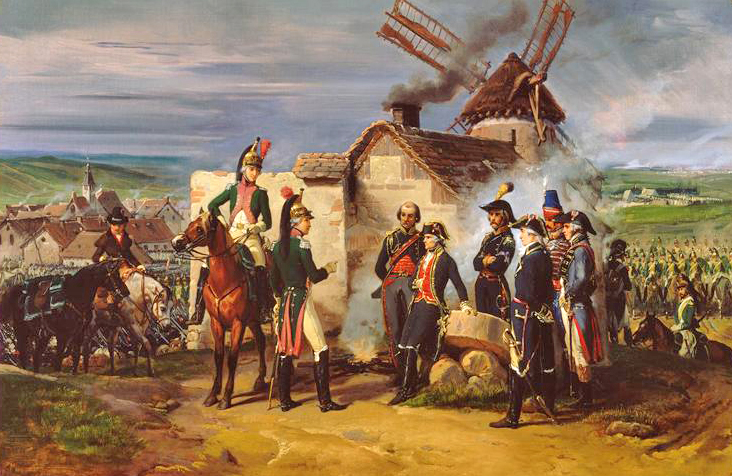
Le Duc de Chartres à Valmy (1792).